# Potok (powiat staszowski)
Potok – wieś w Polsce położona w województwie świętokrzyskim, w powiecie staszowskim, w gminie Szydłów.
20 marca 1863 r. miała tu miejsce potyczka Powstania Styczniowego. Powstańcy walczyli pod dowództwem Dionizego Czachowskiego.
Do 1954 roku siedziba gminy Potok. W latach 1975–1998 miejscowość należała administracyjnie do województwa kieleckiego.

## Współczesne części wsi
Poniżej w tabeli 1 integralne części wsi Potok (0274938) z aktualnie przypisanym im numerem SIMC (zgodnym z Systemem Identyfikatorów i Nazw Miejscowości) z katalogu TERYT (Krajowego Rejestru Urzędowego Podziału Terytorialnego Kraju).
| SIMC    | Nazwa       | Rodzaj             |
| ------- | ----------- | ------------------ |
| 0274944 | Górki       | część miejscowości |
| 0274950 | Księża Niwa | przysiółek         |

## Dawne części wsi – obiekty fizjograficzne
W latach 70. XX wieku przyporządkowano i opracowano spis lokalnych części integralnych dla Potoku zawarty w tabeli 2.

| Nazwa wsi – miasta | Nazwy części wsi – miasta                                 | Nazwy obiektów fizjograficznych – charakter obiektu |
| ------------------ | --------------------------------------------------------- | --- |
| I. Gromada POTOK   |                                                           | |
| 1. Potok           | 1. Górki 2. Kamienna Góra 3. Księża Niwa 4. Potok Rządowy | 1. Dworskie — pole 2. Kolonijki — pole 3. Koło Brzezińskiego Lasu — pole 4. Koło Kolejki — las 5. Kopaniny — pole 6. Księża Niwa — pole 7. Międzylesie — pole 8. Pastwisko — las 9. Podlesie — pole 10. Potok — pole 11. Przyłogi — las |

## Zabytki
- Kościół pw. Wniebowzięcia NMP, barokowy, wzniesiony w latach 1647–1648 na miejsce starszej świątyni drewnianej. Jest to budowla murowana z prostokątną nawą. Rokokowy ołtarz główny pochodzi II poł. XVII w. Znajduje się na nim obraz Matki Boskiej Śnieżnej oraz rzeźby św. Piotra i św. Pawła. Ołtarze boczne noszą wezwania św. Mikołaja i Ukrzyżowania. W połowie XIX w. do kościoła dobudowano pięcioboczną kaplicę św. Barbary. Wewnątrz znajduje się barokowy ołtarz z obrazami św. Barbary i św. Stanisława Kostki. W kaplicy umieszczono także rzeźby przedstawiające świętych: Augustyna, Ambrożego oraz Andrzeja Bobolę.

## Galeria zdjęć

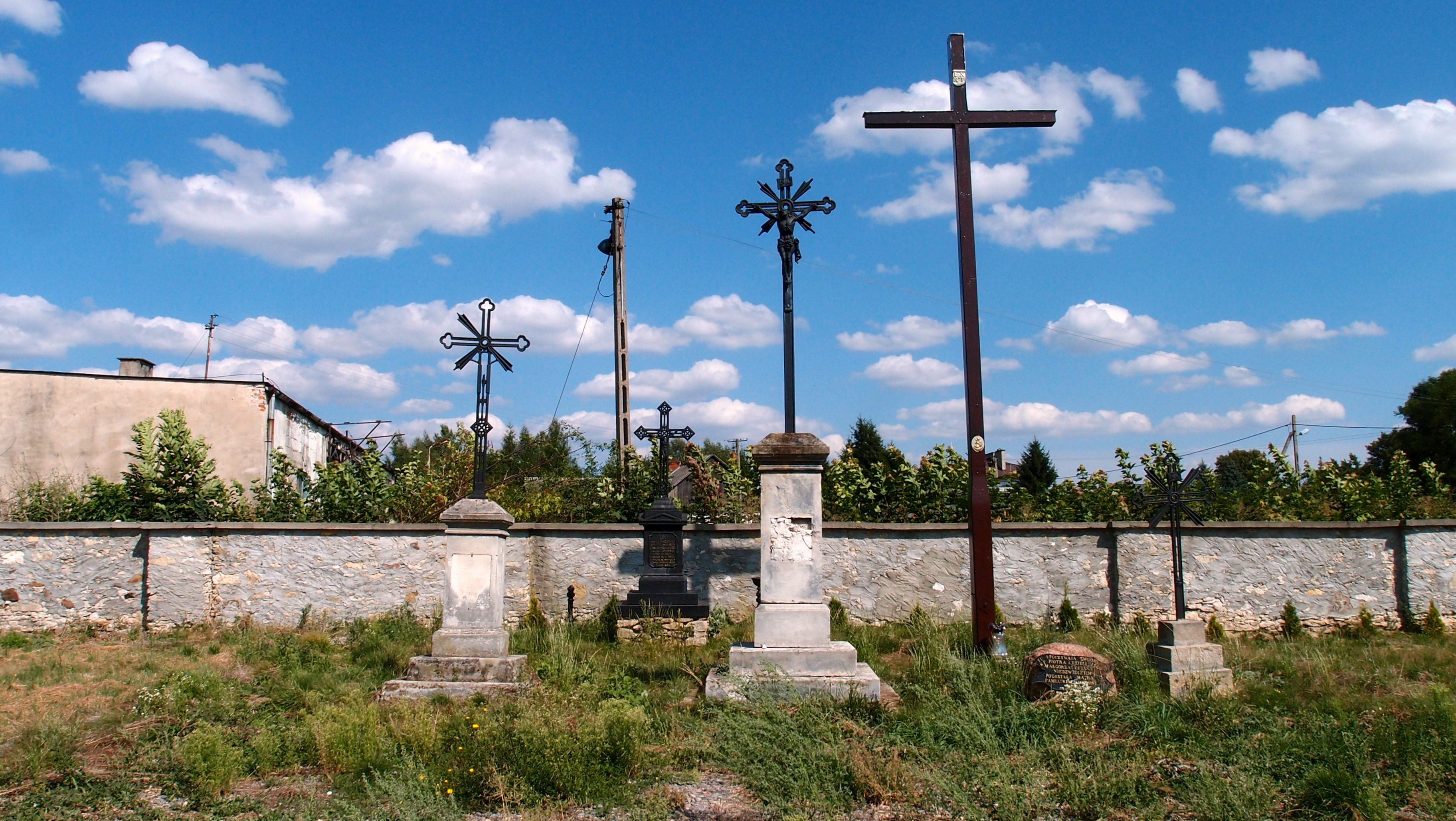
Cmentarz
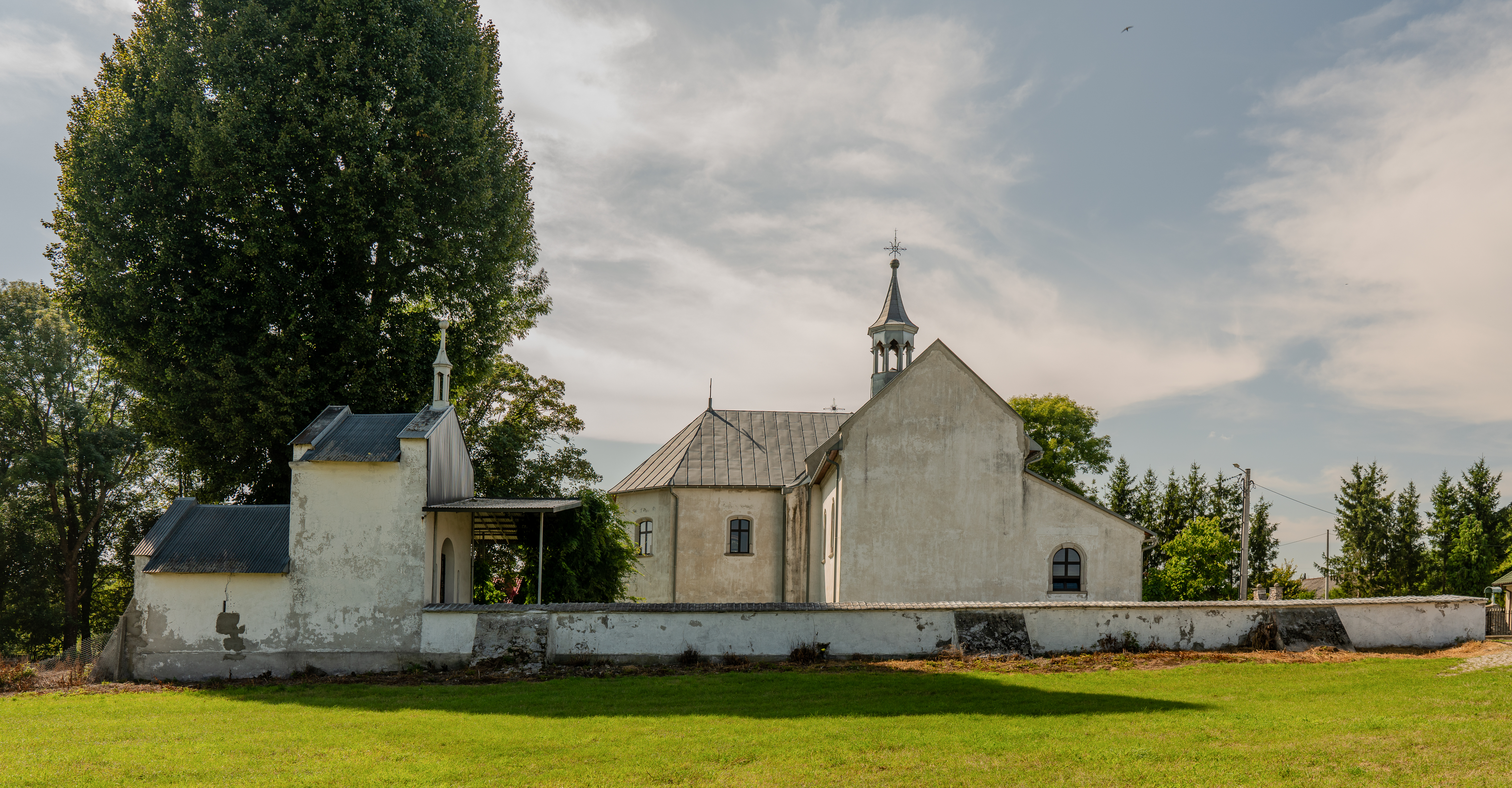
Kościół